# 岡村動物プロダクション
岡村動物プロダクション（おかむらどうぶつプロダクション）は秋田県秋田市にある動物プロダクション。移動動物園。男鹿水族館GAO元職員2名が創設した。北東北初で、東北唯一の動物プロダクションである。

## 沿革
事業者の夫妻、岡村淳市・裕美は両者とも水族館や動物園の飼育技師として勤務し、読売新聞は、最終勤務地の「GAOの技師が動物プロダクション」と紹介する。過去には、夫妻のいづれかが小山海洋水族館、上野動物園、野生水族繁殖センター、秋田市大森山動物園でも勤務している。
岡村動物プロダクションは2011年9月に、「動物たちに会える環境を作る」という理想で設立された。動物の移動展示は、岡村夫婦2人が水族館で勤務していた時に思い描いたものである。読売新聞では、「体験できる移動動物園」とも紹介されている。会社設立後、プロダクションは、事業者自らテレビ、ラジオに出演したり、“ふれあい”の移動動物園を開催したり、鷹匠の実演・体験も行っている。また、講演会・実験室・展示会も行い、並びに、老犬介護業を行い、タレント動物の育成にも努めている。

## 業務
移動動物園を業務とする。各地で、小動物へのふれあいやエサやり、鷹匠体験（鷹のふれあいフライト）、動物とレース、カエル釣り、メダカすくいなど「催しもの」を行う。秋田県はじめ東北6県が活動範囲。

### 事業内容
鷹匠体験、小動物ふれあい体験、爬虫類ふれあい体験、生き物レース、老犬介護、ペット預かり、動物を用いての講演会、生き物発光実験などの実験教室、触れる標本展や、昆虫展などでの「工作教室」などもある。
- 「老犬介護」とは、高齢で体が弱り、食事や排便など介護が必要な老犬の短期預かりや“訪問介護”の業務と説明されている[2]。
- 事業者は、読売新聞に対して、テレビCMやポスターなどの撮影用「タレント動物」の育成に今後は取り組むと語っている[2]。

### 鷹匠体験

#### ハリスホーク
鷹狩りによく用いられる鷹・ハリスホーク（モモアカノスリ）の「ラビ」（2010年産オス）を飼育する。プロダクションの中でラビは人気がある。訓練中はどこに飛んでいくかわからなかったが、猛特訓で、腕に着地するまでになっている。鷹匠役の合図の甲高い笛の音を聞くと、ラビは上空から舞い降りて、鷹匠役の左腕へ着地することができる。
日常の訓練では、鷹を腕に乗せてあちこちを歩く“据え回し”をする。訓練された鷹は、大きな音がしても暴れず、室内なら人前でフリーフライトが行え、腕に乗せるだけなら小さな子供でも可能だと事業者は紹介している。2013年1月、ラビは野外でのフリーフライトが上手に飛行する様子が公表された。他に「あかね」（2012年産・メス）という個体がおり、2013年1月、フリーフライトの模様がブログに公表され、まだ練習中とされている。

### 動物展示
動物は、ジャイアントシュナウザー（犬）、サモエド（犬）、パルマワラビー、カピバラ、ジャンボウサギ、ロップイヤーラビット、ライオンラビット、ウサギ、モルモット、ゴールデンハムスター、ハリスホーク、メンフクロウ、小型淡水魚（メダカなど）など。魚類、両生類、爬虫類、鳥類、哺乳類の約40種約100点を飼育・訓練する。

#### 看板犬
イヌはサモエドの「ななみちゃん」がいる。ななみはイベントの際の“看板犬”を務める。看板犬は他にジャックラッセルテリアの「安兵衛」がいる。
看板犬のつけるバンダナは、事業者の夫婦と犬・鷹などのイラスト顔、そして会社名「岡村どうぶつプロダクション」が描かれる。これはオレンジヘッド社が制作した。オレンジヘッド社はクリエイターの今野仁（こんのひとし：秋田産まれ）が在籍するデザイン会社である。

## 出演

### メディア出演
事業者は、FM秋田「スムース・カフェ」に月1回出演する他、AKT秋田テレビ「ザ・キーマン」に夫婦で出演したり、FM秋田「ハナキン桜庭編集部」や、横手かまくらエフエム「週末とっておきラジオ」など、秋田県を中心にメディアに出演している。動物プロダクションらしく動物を連れ込むことが多く、プロダクションで飼育するうさぎの鳴き声を放送したこともある。